# William Hayes (compositeur)
Cet article concerne le compositeur anglais. Pour l'écrivain américain, voir William Hayes.
Pour les articles homonymes, voir Hayes.
William Hayes (baptisé le 26 janvier 1708 à Gloucester – mort le 27 juillet 1777 à Oxford) est un compositeur, organiste, chanteur et chef d'orchestre anglais.

## Biographie
Enfant de chœur à la cathédrale de Gloucester, il devint organiste de la cathédrale de Worcester en 1731. Il est nommé professeur de musique à l'université d’Oxford en 1742. Il obtint le grade de Professeur Heather de musique en 1749 et contribua activement à la vie musicale de la ville.

## Enregistrements
- The Passions, an Ode for Music, Chor Der Schola Cantorum Basiliensis, La Cetra Barockorchester Basel, dir. Anthony Rooley (Glossa, 2010)